# Levon Aronian

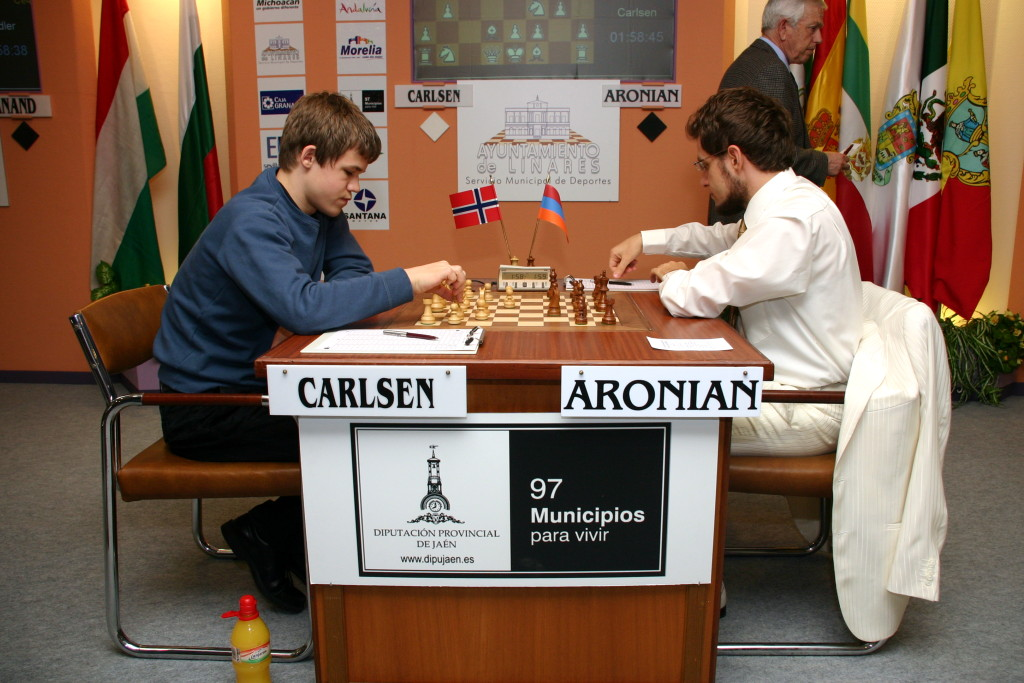
Magnus Carlsen vs. Levón Aronián durante la 9.ª ronda del XXIV Torneo Intercontinental de Ajedrez Linares - Morelia 2007.

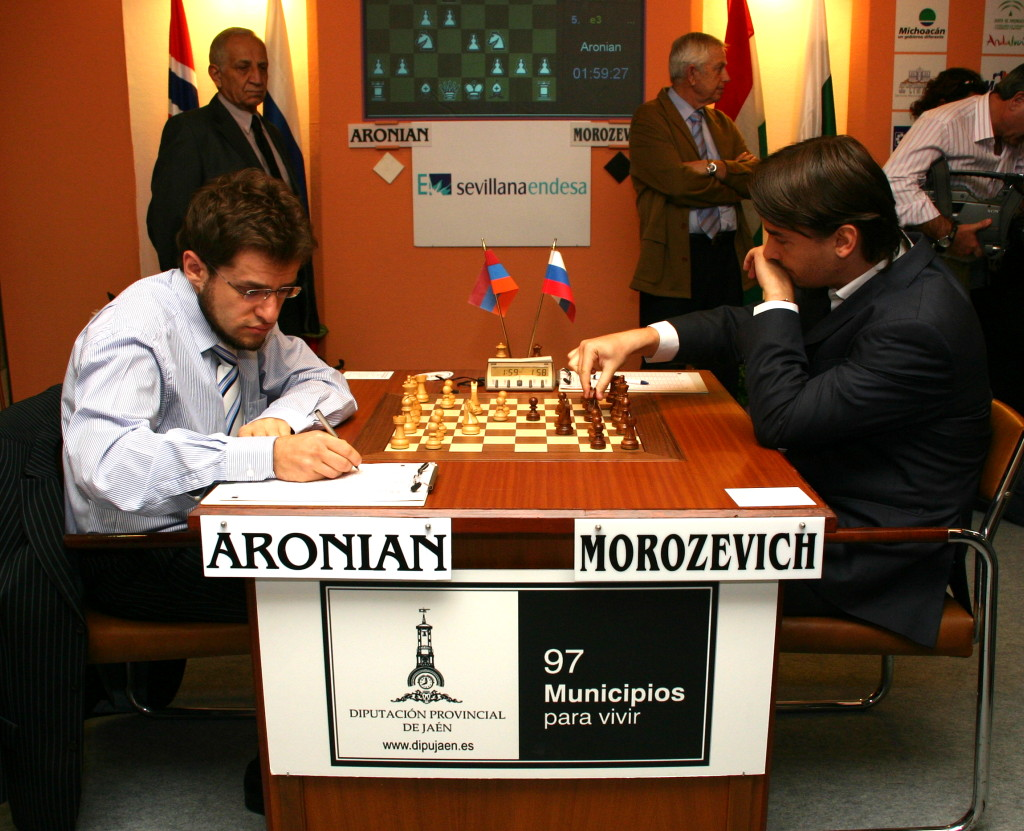
Levón Aronián vs. Aleksandr Morozévich durante la 11.ª ronda del XXIV Torneo Intercontinental de Ajedrez Linares - Morelia 2007.

Levón Aronián (Armenio: Լևոն Գրիգորի Արոնյան, 6 de octubre de 1982) es un Gran Maestro Internacional de ajedrez armenio-estadounidense, en 2012 era el n.º 2 de la clasificación mundial y n.º 1 de Armenia con 2820 puntos Elo. Fue galardonado con el título de GM por la FIDE en 2000.
Aronian anunció su decisión de transferirse de la federación de ajedrez armenia a la federación de los Estados Unidos a fines de febrero de 2021, citando una disminución en el apoyo del gobierno al deporte como su motivación.
La transferencia se completó en diciembre de 2021, lo que convirtió a Aronian en el segundo mejor jugador de Estados Unidos.

## Comienzos
Aronian nació el 6 de octubre de 1982 en Ereván, Armenia, entonces parte de la Unión Soviética, hijo de Seda Avagyan, una ingeniera de minas armenia, y Grigory Leontievich Aronov, un físico judío ruso. 
Fue un niño tranquilo, que aprendió a cantar antes que a hablar, por ejemplo, tarareando la Pequeña serenata nocturna de Mozart. Por eso sus padres pensaron que en el futuro sería músico. Hablando de sus ancestros, Aronian declaró en una entrevista: "Me siento mucho más armenio que judío, aunque hay lados en mí que son más judíos culturalmente, los que involucran las artes y la música". Aprendió muy pronto a leer y su hermana Lilit le enseñó a jugar al ajedrez a los nueve años. Su primer entrenador fue el Gran Maestro Melikset Khachiyan. Una de las primeras señales de su habilidad llegó cuando ganó en 
1994 el Campeonato Mundial Juvenil de Ajedrez sub-12 en Szeged con 8/9, por delante de luminarias futuras como Étienne Bacrot, Ruslan Ponomariov, Francisco Vallejo Pons y Alexander Grischuk. Desde 2011, su entrenador permanente fue Ashot Nadanian, a quien Aronian llamó "absolutamente insustituible". Aronian posee un título del Instituto Estatal de Cultura Física de Armenia. En 1998 ganó el Campeonato de Europa juvenil y en 2002 logró su única victoria en el Campeonato de Armenia de ajedrez.

## Ganador de la Copa Mundial 2005
En el Campeonato Ruso por equipos de 2005 consiguió +5 =3 -0 con un rendimiento de 2850 de ELO.
En 2005 se impuso en la primera edición del Torneo Karabakh, jugado en Stepanakert (República de Nagorno-Karabaj), que nació en honor al legendario campeón mundial, Tigrán Petrosián en el 75.º de su nacimiento.
En diciembre de 2005 Levón Aronián ganó a Ruslán Ponomariov en la final de la 1.ª Copa del mundo de ajedrez en Khanty Mansiysk, Rusia, siendo proclamado Campeón después de jugar dos partidas a tiempo normal y de ganar en las partidas rápidas.

## Campeón de Linares y campeón olímpico en 2006
En marzo de 2006, Aronián logró ganar el exclusivo Torneo Internacional de Ajedrez Ciudad de Linares, medio punto delante de Teimour Radjabov y del Campeón Mundial de la FIDE Veselin Topalov.
Aronián fue uno de los jugadores que contribuyeron junto con Vladímir Akopián, Karén Asrián, Smbat Lputián, Gabriel Sargissián, Artashés Minasián, en el equipo armenio de ajedrez que ganó el oro en la Olimpíada de ajedrez de 2006 en Turín (Italia), por delante de China y EE. UU.

## Torneos de 2007

### Campeón Torneo Corus
En el Torneo Corus de ajedrez 2007, en Holanda, quedó clasificado 1.º, empatado a puntos con Veselín Topálov y Teymur Radjábov, con 8,5 puntos de 13 posibles, con 4 victorias y 9 tablas. Su victoria sobre Radjábov fue una lección de buen juego.
En marzo de 2007, en el Torneo Internacional de Ajedrez Ciudad de Linares, Aronián quedó clasificado 4.º con 7 puntos en 14 partidas (+1 =12 -1).

### Aronián vence a Krámnik por 4-2
Aronián, como número 5 del mundo, se impuso en un duelo contra Krámnik, entonces campeón mundial, por 4-2. Se disputó del 4 al 6 de mayo de 2007, 6 partidas rápidas, en Ereván, capital de Armenia. Fueron 3 días de juego, con 2 partidas diarias, a ritmo rápido de 25 minutos más 10 segundos por jugada. La Federación Armenia de Ajedrez fue la organizadora.
| Jugador | R1 | R2 | R3 | R4 | R5 | R6 | Total |
| ------- | -- | -- | -- | -- | -- | -- | ----- |
| Aronián | 0  | 1  | 1  | 1  | =  | =  | 4,0   |
| Krámnik | 1  | 0  | 0  | 0  | =  | =  | 2,0   |

### Cuartos de final de Candidatos contra Carlsen
Cuartos de final de Candidatos contra Carlsen, mayo-junio, Elistá, Kalmukia.
| Jugador | R1 | R2 | R3 | R4 | R5 | R6 | Desempate      | Total |
| ------- | -- | -- | -- | -- | -- | -- | -------------- | ----- |
| Aronian | 1  | =  | 0  | 1  | 0  | =  | 4(clasificado) | 7.0   |
| Carlsen | 0  | =  | 1  | 0  | 1  | =  | 2(eliminado)   | 5.0   |

### Final de Candidatos contra Shírov
Final de Candidatos contra Shírov, mayo-junio, Elistá, Kalmukia.
| Jugador | R1 | R2 | R3 | R4 | R5 | R6 | Total            |
| ------- | -- | -- | -- | -- | -- | -- | ---------------- |
| Aronian | 1  | =  | =  | =  | =  | =  | 3.5(clasificado) |
| Shírov  | 0  | =  | =  | =  | =  | =  | 2.5(eliminado)   |

Tras esta victoria, Aronián jugó el  Campeonato Mundial de Ajedrez en México en septiembre de 2007, junto con  Krámnik (Campeón mundial), Anand, Morozévich, Svidler, Lékó, Gélfand y Grishchuk.

## Torneos de 2008

### Campeón Torneo Corus
Aronián ganó empatado a puntos con Carlsen el Torneo Corus de ajedrez 2008, celebrado en Holanda, logrando 8 puntos de 13 posibles.
Sus resultados del torneo fueron: 
- 4 victorias - Topalov, Radjabov, Gélfand, Van Wely -
- 8 tablas
- 1 derrota - Krámnik -

### 4.º en Morelia-Linares
En marzo de 2008, en el Torneo Internacional de Ajedrez Ciudad de Linares, Aronián quedó clasificado 4.º con 7,5 puntos en 14 partidas (+3 =9 -2).

### Ganador del Melody Amber
Aronián se impuso en el Melody Amber con una ventaja de 2,5 puntos, logrando la mayor puntuación en las partidas a la ciega, así como en las rápidas.  

### Final del Grand Slam de ajedrez
Aronián participó en la Final del Grand Slam de ajedrez del 2 al 14 de septiembre de 2008 en Bilbao (España).
La clasificación la obtuvo por ser coganador del Torneo Corus de ajedrez 2008, tras jugar una partida con la participación en juego, contra Carlsen, para esta Final del Gran Slam.